# Горюшина, Валентина Гавриловна
Валентина Гавриловна Горю́шина (1912—1973) — советский химик.

## Биография
В 1937—1941 и с 1943 года работала в Государственном научно-исследовательском и проектном институте редкометаллической промышленности (ГНИИРММ), с 1971 года — заведующая лабораторией.
В 1941—1943 годах — научный сотрудник лаборатории ММК имени И. В. Сталина. Кандидат химических наук.
Похоронена в некрополе Донского монастыря.

## Награды и премии
- Сталинская премия третьей степени (1947) — за разработку новых методов исследований в аналитической химии редких металлов
- Государственная премия СССР (1972) — за разработку теории и новых методов анализа высокочастотных металлов, полупроводниковых материалов и химических реактивов